# Bromazepam
El bromazepam es un fármaco de la clase de las benzodiazepinas usado en medicina por sus efectos ansiolítico, neurosis fóbicas y como relajante del músculo esquelético. Se receta en España y otros países bajo los nombres de Lexatín y Lexotán. En Argentina es conocido como Lexotanil, entre otros. A dosis más elevadas puede actuar como sedante e hipnótico. El bromazepam es un medicamento que puede provocar drogodependencia, por lo que la automedicación es peligrosa. Su uso prolongado puede generar graves problemas de dependencia física y psicológica. Si se consume simultáneamente alcohol podría producirse una sobredosis o una broncoaspiración debido a que la sedación de alcohol y bromazepam interactúan potenciando mutuamente su efecto, de modo que la persona puede ahogarse durante el sueño.[cita requerida] Otro riesgo conocido es que al descontinuar abruptamente su consumo, se complique el síndrome de abstinencia que este medicamento, como muchos otros de su clase, produce (véase síndrome de abstinencia de las benzodiazepinas). De igual forma en estos casos el médico o especialista puede optar por una benzodiazepina diferente para controlar el síndrome de abstinencia.

## Farmacología

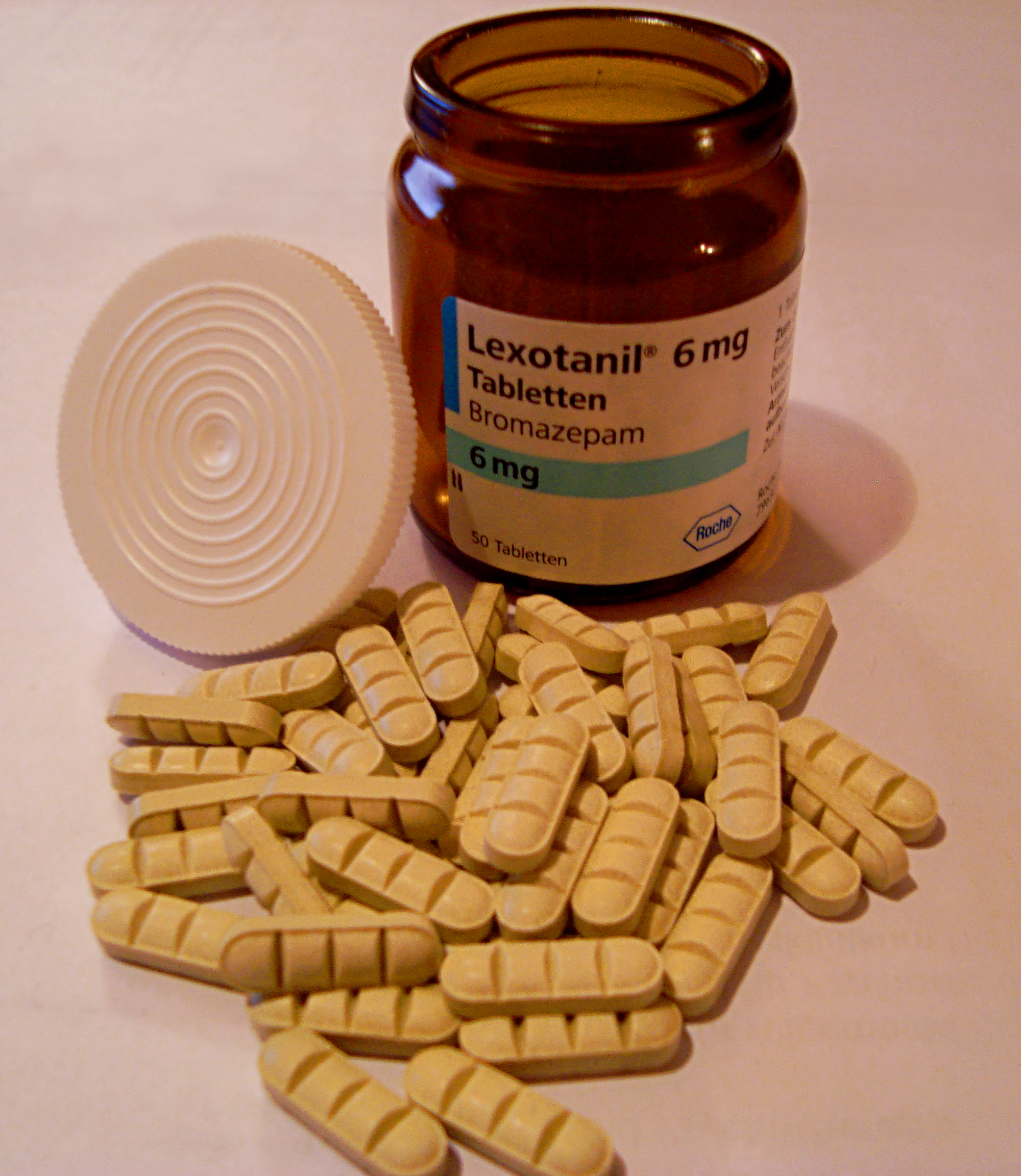
Muestra de pastillas de Lexotanil.

El bromazepam es una benzodiazepina clásica, tal como el diazepam, clonazepam, flurazepam, entre otros. Su estructura química está compuesta por un anillo de benceno fusionado a un hetrociclo nitrogenado de 7 miembros, que a su vez está unido a un anillo de 2-piridina. El anillo de benceno tiene un enlace con un átomo de bromo.
El bromazepam se une al receptor del ácido gamma-aminobutírico (GABA), causando un cambio conformacional que incrementa los efectos inhibitorios del receptor. Otros neurotransmisores no se ven afectados. El bromazepam es una benzodiazepina de duración intermedia y es lipofílica, se metaboliza por el hígado a través de vías oxidativas. No posee cualidades antidepresivas como el alprazolam, pero es capaz de mejorar el estado de ánimo dependiendo del historial del paciente.